# Johann August Schlettwein

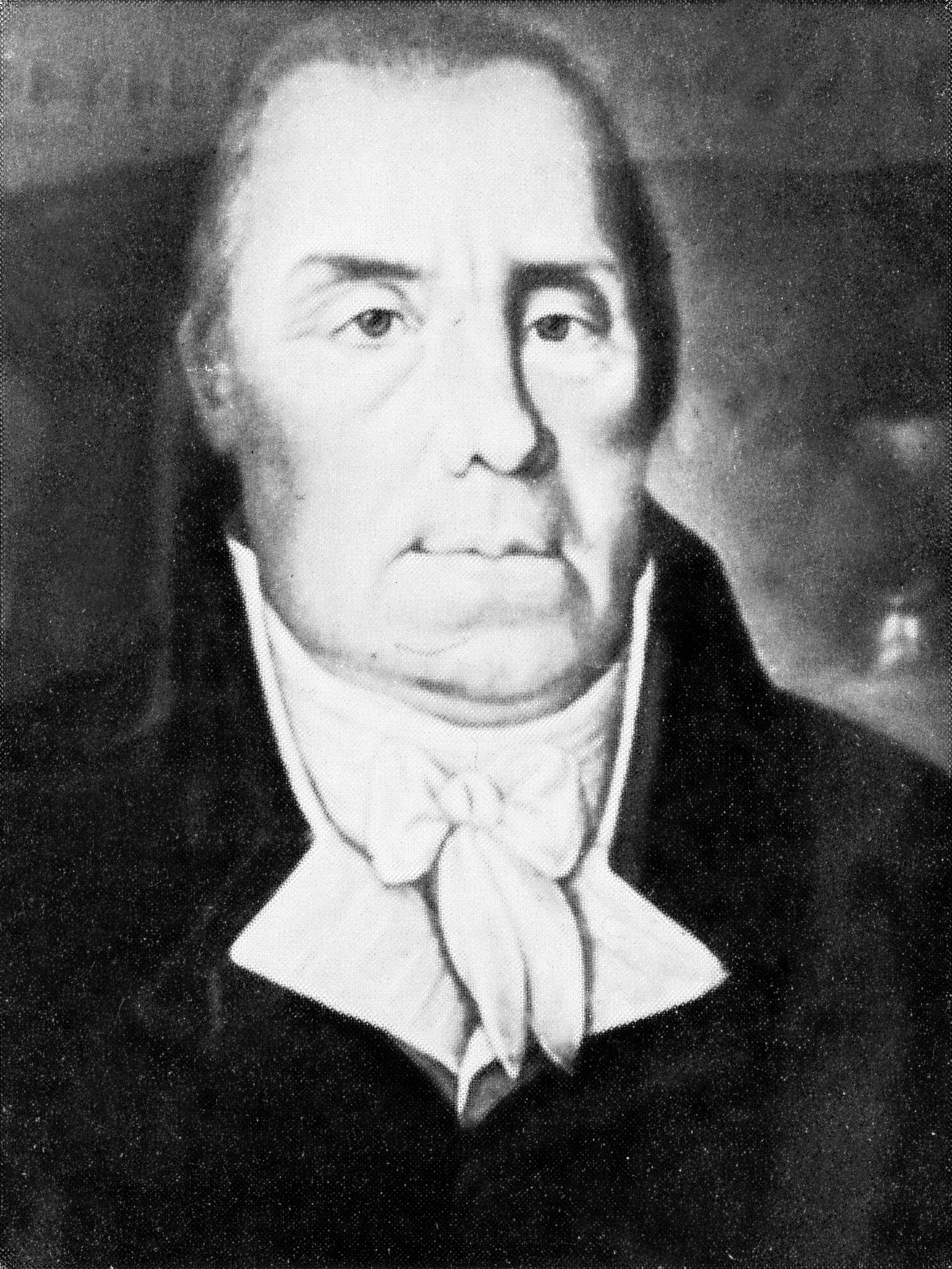
Johann August Schlettwein – Fotografie eines Ölgemäldes im Familienbesitz (durch Kriegsereignisse am 25. August 1944 zerstört). Maler unbekannt

Johann August Schlettwein (* 8. August 1731 in Großobringen; † 24. April 1802 in Dahlen (Mecklenburg)) war ein deutscher Nationalökonom. Er gilt als der bedeutendste deutsche Vertreter des Physiokratismus.

## Leben
Johann August Schlettwein, Sohn eines Schmiedes, konnte wahrscheinlich nur durch Förderung seitens des Landesherrn, Ernst August I. (Sachsen-Weimar-Eisenach), ein Studium der Rechts- und Kameralwissenschaften an der Universität Jena beginnen, wo er am 21. Oktober 1749 immatrikuliert wurde. Bereits 1751 begann er mit der Publikation wissenschaftlicher Abhandlungen zu religiösen, ethischen, metaphysischen und naturwissenschaftlichen Fragen. Er wirkte offenbar an der Universität Jena auch als Lehrer, bis er 1763 an den Hof des Markgrafen Karl Friedrich von Baden-Durlach nach Karlsruhe berufen wurde. Am 6. Juni 1763 wurde er dort zum Kammer- und Polizeirat ernannt und behielt diese Stellung bis Oktober 1773. In der Literatur findet sich die Auffassung, Markgraf Karl Friedrich sei durch Schlettwein die Physiokratie nahegebracht worden.
Es gibt jedoch Hinweise, dass Karl Friedrich bereits vor der Berufung Schlettweins Schriften französischer Physiokraten kannte und bereits vor dessen Ankunft am Karlsruher Hof, am 20. April 1762, eine ökonomische Gesellschaft gründete, die Schlettwein dann am 10. November 1764 wiederbelebte. Der Markgraf und Schlettwein wurden wahrscheinlich aufgrund des Studiums französischer Physiokraten – insbesondere Gabriel de Riqueti, comte de Mirabeau und Pierre Samuel du Pont de Nemours – etwa gleichzeitig Anhänger physiokratischer Ideen. Beide waren bestrebt, auf Basis dieser Ideen praktische Verbesserungen in der Landwirtschaft zu erzielen. So wurde der weltweit einzig bekannte Versuch einer praktischen Erprobung des physiokratischen Systems in drei badischen Dörfern (Dietlingen, Bahlingen, Teningen) lanciert und dort die „Einsteuer“ (französisch impôt unique) eingeführt.
In Dietlingen (bei Pforzheim; heute Ortsteil von Keltern) begann der Versuch 1770 und wurde nach einer Modifikation (1795) im Jahre 1801 definitiv abgebrochen. In Bahlingen und Teningen (am Kaiserstuhl) begann der Versuch 1771 und wurde 1776 beendet.
Schlettwein wertete die Versuche als erfolgreich; seine Kritiker machten ihn für ein wirtschaftliches Desaster verantwortlich. Schlettwein hatte viele Gegner am Hof zu Karlsruhe und in der markgräflichen Verwaltung der Ämter. Nachdem sich Schlettwein auch noch mit Du Pont überwarf, der in regem Kontakt mit dem Markgrafen stand, schwand die Unterstützung des Markgrafen für Schlettweins. Er bat im Oktober 1773 um seine Entlassung.
Im September 1774 unternahm Schlettwein eine Reise nach Wien, um dort Kaiser Joseph II. von seinen physiokratischen Ideen zu überzeugen. Nachdem dieser Versuch erfolglos geblieben war, kehrte er nach Karlsruhe zurück, wo er 1775 eine polemische Schrift gegen Goethe und dessen Roman Die Leiden des jungen Werthers veröffentlichte.
Auf Vermittlung von Isaak Iselin kam er – nach kurzen Zwischenaufenthalten in Emmendingen und Freiburg i. Br. – an die Universität Basel. Hier hielt er vom November 1776 bis April 1777 einige Vorlesungen über die Grundsätze der Staatswirtschaft, konnte aber keine ordentliche Stelle an der Universität erhalten.
Iselin empfahl Schlettwein der Universität Gießen, wo der Landgraf Ludwig IX. (Hessen-Darmstadt) und dessen Minister, Friedrich Karl von Moser, die Errichtung einer ökonomischen Fakultät planten. Am 23. April 1777 wurde Schlettwein zum Dekan der ersten ökonomischen Fakultät an einer deutschen Universität ernannt. Er übte diese Funktion – trotz inhaltlicher Meinungsverschiedenheiten mit dem Landesherrn, der durchaus keine physiokratischen Ideen verfolgte – bis zum Juni 1785 aus. Aufgrund seiner Kontakte in Gießen wurde er auch Mitarbeiter bei der Deutschen Encyclopädie.

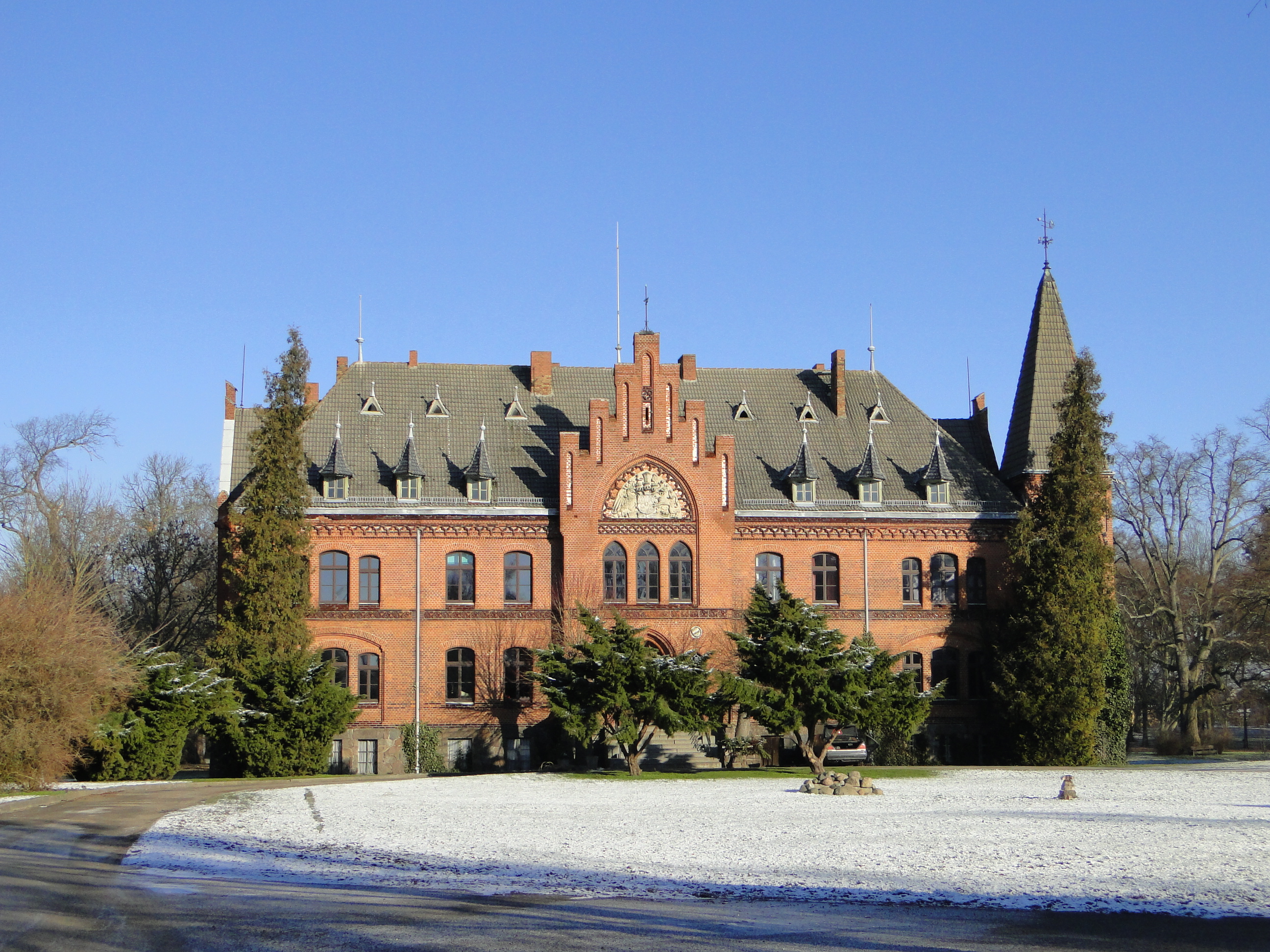
Das Gutshaus in Beseritz, Backsteinbau späterer Besitzer aus dem 19. Jahrhundert

Er zog sich auf Gut Beseritz in Mecklenburg-Strelitz zurück, wo er nun als Gutsbesitzer versuchte, seine Ideen zur Verbesserung landwirtschaftlicher Methoden umzusetzen. 1789 trennte er sich von seiner Frau und nahm im Juli 1790 Vorlesungen an der Universität Greifswald in Schwedisch-Pommern auf.
Im Mai und Juni 1797 versuchte Schlettwein, einen Briefwechsel mit Immanuel Kant über dessen kritische Philosophie zu beginnen und behauptete, er könne dessen ganzes System völlig umstürzen. Kant ließ sich jedoch nicht darauf ein und äußerte in einem Brief an Johann Friedrich Schultz, den Hofprediger an der Königsberger Schlosskirche: „Denn ich habe gründeten Verdacht: daß Schlettwein nur darauf ausgehe, durch Schriftstellerey etwas zu verdienen ...“
Schlettwein starb 70-jährig in Dahlen (heute ein Ortsteil von Brunn, Landkreis Mecklenburgische Seenplatte).

## Familie
1776 heiratete er in Karlsruhe Friederike von Geusau (1747–1802). Sie war eine Tochter von Justus von Geusau (1700–1771), kaiserlicher Generalmajor des schwäbischen Kreises und markgräflich-durlacher Oberjägermeister und Waldvogt. Der badische General Karl von Geusau war sein Schwager.
Mit Friederike hatte er zwei Kinder:
- Carl Wilhelm Friedrich August (1778–1803), Rittergutsbesitzer, Kammerrat
- Eleonore ⚭ Johann Christoph Rodbertus, Justizrat, Professor in Greifswald

Der Nationalökonom Johann Karl Rodbertus war ein Enkel von Schlettwein. Schlettweins Schwester war mit dem badischen Landbaumeister und Flugpionier Carl Friedrich Meerwein verheiratet. August Schlettwein – ein Mitglied des Frankfurter Vorparlaments – war ebenfalls ein Enkel.

## Nachleben
In Dietlingen gibt es das Weingut Physiokrat, das einen „Cuvée Physiokrat“ kreiert.

## Schriften

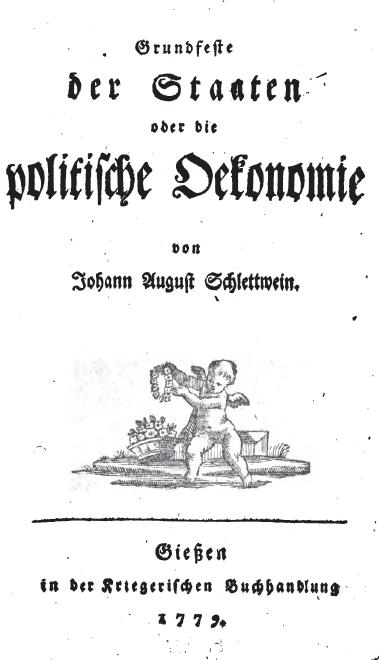

- Der Weg zur Wahrheit auf das kürzeste gezeigt. Marggraf, Jena 1757. (Digitalisat in der Digitalen Bibliothek Mecklenburg-Vorpommern)
- Die wichtigste Angelegenheit für das ganze Publicum: oder die natürliche Ordnung in der Politik überhaupt. 2 Theile. Macklot, Carlsruhe 1772–1773.[5] Theil 1 (Göttinger Digitalisierungszentrum); Theil 2 (Universität und Stadtbibliothek Köln)
- Des jungen Werthers Zuruf aus der Ewigkeit an die noch lebende Menschen auf der Erde. M. Maklott, Karlsruhe 1775 (online)
- Grundfeste der Staaten oder die politische Oekonomie. Giessen 1779. (Digitalisat in der Google-Buchsuche)
- Die Rechte der Menschheit oder der einzige wahre Grund aller Gesetze, Ordnungen und Verfassungen. Giessen 1784. (Digitalisat in der Google-Buchsuche)
- Vollständige und beurkundete Nachricht von der im Jahr 1770 geschehenen Einführung des physiokratischen Staatswirthschaftssystems in dem Baden-Durlachischen Orte Dietlingen und von den Wirkungen dieser politisch-ökonomischen Reformationen. In: Neues Archiv für den Menschen und Bürger, Jg. 3 (1786), S. 480–508 (Digitalisat), und Jg. 5 (1788), S. 34–54 (Digitalisat).

Bibliographie
- Carl Schlettwein: Johann August Schlettwein – ein deutscher Physiokrat, 1731–1802. Verzeichnis seiner Schriften. Basel 1981.

### Biographie
- Robert Zuckerkandl: Schlettwein, Johann August. In: Allgemeine Deutsche Biographie (ADB). Band 31, Duncker & Humblot, Leipzig 1890, S. 467–471.
- Alfred Krebs: J. A. Schlettwein, der „Deutsche Hauptphysiokrat“. Ein Beitrag zur Geschichte der Physiokratie in Deutschland. Inaugural-Dissertation der Universität Bern, Verlag Wilhelm Fugmann, Leipzig 1909. (Digitalisat bei Internet Archive.org)
- Arnold Hermann Specht: Das Leben und die volkswirtschaftlichen Theorien Johann August Schlettweins. 1929
- Diethelm Klippel, Ulrike Andersch: Schlettwein, Johann August. In: Neue Deutsche Biographie (NDB). Band 23, Duncker & Humblot, Berlin 2007, ISBN 978-3-428-11204-3, S. 66–68 (Digitalisat).
- Klaus Gerteis: Kurzbiographie – Johann August Schlettwein (1731—1802). In: Aufklärung, Band 4 (1990), Nr. 1, S. 105–107 bei JSTOR
- Wolfgang Rother: Johann August Schlettwein. In: Helmut Holzhey, Vilem Mudroch (Hrsg.): Die Philosophie des 18. Jahrhunderts. Bd. 5: Heiliges Römisches Reich Deutscher Nation, Schweiz, Nord- und Osteuropa. Schwabe, Basel 2014. ISBN 978-3-7965-2631-2, S. 698–701.

### Zu den physiokratischen Versuchen
- Carl Friedrich Nebenius: Karl Friedrich von Baden. Herausgegeben durch Friedrich von Weech. Chr. Fr. Müller´sche Hofbuchhandlung, Karlsruhe 1868, S. 86 ff. und S. 263 ff.